# T・J・クラーク
T. J. クラーク（Timothy James Clark、1943年 - ）は、イギリス出身の美術史家で、研究活動の早い段階から注目を集め「新しい美術史学」を主導してきた一人。

## 経歴
1943年にイギリスのブリストルで生まれる。ケンブリッジ大学セント・ジョンズ・カレッジを卒業後、エセックス大学などイギリス国内で講師を務めるかたわら、30歳となる1973年に刊行した2つの著作『絶対的ブルジョワ』と『民衆のイメージ』によって、早くも世界的な名声を博した。彼の著作は、いわゆる「ニュー・アート・ヒストリー」の英語によるマニフェストと受け止められ、また伝統的研究手法が用いられていた美術史の分野に新たにマルクス主義批評の手法を導入したことで、激しい反発を引き起こすことにもなった。
1973年にコートールド美術研究所（en: Courtauld Institute of Art）において博士号を取得した後、1974年からカリフォルニア大学ロサンゼルス校に客員教授として赴任。
1976年にイギリスへ戻ってリーズ大学の美術学部長に就任。1980年には、ふたたび米国へ移ってハーバード大学で教壇に立つ。その後、1988年にカリフォルニア大学バークレー校に移籍、引退まで美術史学科長をつとめた。この間に発表した『近代生活の絵画』（1985年）は、第二帝政から第三共和政に至るパリの近代化とマネや印象派との関係に焦点をあてた著作で、様式論とイコノロジーを主たる方法論としてきた美術史を批判する新しい潮流の代表作と目されるようになった 。その後は欧米のモダニズム美術史を批判的に辿り直す大著『ある理念への別辞：一モダニズム史からの逸話』（1999年）や、ニコラ・プッサンの密着的な読解を試みる『死の光景』（2006年）を発表。『ロンドン・レビュー・オブ・ブックス」紙への常連寄稿者でもある。

## 著作
- Image of the People: Gustave Courbet and the 1848 Revolution (U. of California Press, 1973)
- The Absolute Bourgeois: Artists and Politics in France, 1848-1851 (U. of California Press, 1973.)
- The Painting of Modern Life: Paris in the Art of Manet and his Followers (Princeton UP, 1985)
- Farewell to an Idea: Episodes from a History of Modernism New Haven (Yale UP, 1999)
- Afflicted Powers: Capital and Spectacle in a New Age of War, with Iain Boal et al. (Verso, 2005)
- The Sight of Death: An Experiment in Art Writing (Yale UP, 2006)
- The Painting of Postmodern Life? (Barcelona: MACBA, 2009)

## 文献リスト
- 高階秀爾・三浦篤編『西洋美術史ハンドブック』新書館、 1997, p. 214
- 稲賀繁美「"暗黒と黎明：ニコラ・プッサン《蛇に殺された男のいる風景》をめぐる断章　T. J. クラーク『死の光景：アート・ライティングのひとつの実験』の余白に"」（『あいだ』No. 143, 2007, pp. 24-29）
- Hilton Kramer, "T.J. Clark and the Marxist critique of modern painting" (The New Criterion, March 1985)